# Leganiel (kommunhuvudort)
Leganiel är en kommunhuvudort i Spanien.   Den ligger i provinsen Provincia de Cuenca och regionen Kastilien-La Mancha, i den centrala delen av landet, 70 km öster om huvudstaden Madrid. Leganiel ligger 753 meter över havet och antalet invånare är 244.
Terrängen runt Leganiel är kuperad österut, men västerut är den platt. Terrängen runt Leganiel sluttar västerut. Runt Leganiel är det mycket glesbefolkat, med 3 invånare per kvadratkilometer. Närmaste större samhälle är Tarancón, 18,1 km söder om Leganiel. Omgivningarna runt Leganiel är i huvudsak ett öppet busklandskap.